# 弗朗索瓦-于尔班·多梅尔格
弗朗索瓦-于尔班·多梅尔格（法語：François-Urbain Domergue，1745年3月24日—1810年5月29日），法国语法学家，法兰西学院院士。
1745年，弗朗索瓦-于尔班·多梅尔格生于普罗旺斯小镇欧巴涅，他精研法语语法，创立了《法语杂志》（Journal de la Langue française）。1803年，多梅尔格当选法兰西学院院士，接替菲力克斯·维克-达吉尔占据1号座椅。1810年在巴黎逝世。